# Draconarius proximus
Draconarius proximus là một loài nhện trong họ Amaurobiidae.
Loài này thuộc chi Draconarius. Draconarius proximus được Jun Chen, Zhu & Joo-Pil Kim miêu tả năm 2008.